# West Jefferson, Ohio
West Jefferson là một làng thuộc quận Madison, tiểu bang Ohio, Hoa Kỳ. Năm 2010, dân số của làng này là 4222 người.